# بيوش
بيوش (بالإنجليزية: Pioche)‏ هي بلدة غير مدخلة  في مقاطعة لينكون في ولاية نيفادا الأمريكية، على بعد حوالي 180 ميلا (290 كم) شمال شرق لاس فيغاس. الطريق الولايات المتحدة 93 هو الطريق الرئيسي في بيوش ويتجاوز وسط المدينة إلى الشرق، مع ويشكل طريقا ولاية نيفادا 321 و 322 المدخل المباشر. يبلغ ارتفاعها هو 6,060 قدم (1,850 م) فوق مستوى سطح البحر. بيوش هي مقر مقاطعة لينكولن. سميت باسم فرانسوا لويس ألفريد بيوش، وهو خبير مالي ومضارب أراضي من سان فرانسيسكو يعود أصله من فرنسا. ] بلغ عدد سكان المدينة 1,002 نسمة في تعداد عام 2010. 

## التركيبة السكانية
حدّد مكتب تعداد الولايات المتحدة بيانات التركيبة السكانية لبيوش في تعداد الولايات المتحدة. في ما يلي، التركيبة السكانية حسب تعدادي 2000 و2010.

### تعداد عام 2010
بلغ عدد سكان بيوش 1,002 نسمة بحسب تعداد عام 2010، وبلغ عدد الأسر 351 أسرة وعدد العائلات 212 عائلة مقيمة في المنطقة السكنية. في حين سجلت الكثافة السكانية 63 نسمة لكل كيلومتر مربع (163.2/ميل2). وبلغ عدد الوحدات السكنية 564 وحدة بمتوسط كثافة قدره 35.5 لكل كيلومتر مربع (91.9/ميل2).
وتوزع التركيب العرقي للمنطقة السكنية بنسبة 86.93% من البيض و7.39% من الأمريكيين الأفارقة و1.30% من الأمريكيين الأصليين و1.10% من الأمريكيين ذوي الأصول الآسيوية و0.20% من سكان جزر المحيط الهادئ و1.90% من الأعراق الأخرى و1.20% من عرقين مختلطين أو أكثر و7.68% من الهسبانيون أو اللاتينيون من أي عرق.
بلغ عدد الأسر 351 أسرة كانت نسبة 25.6% منها لديها أطفال تحت سن الثامنة عشر تعيش معهم، وبلغت نسبة الأزواج القاطنين مع بعضهم البعض 52.1% من أصل المجموع الكلي للأسر، ونسبة 6% من الأسر كان لديها معيلات من الإناث دون وجود شريك،  بينما كانت نسبة 2.3% من الأسر لديها معيلون من الذكور دون وجود شريكة وكانت نسبة 39.6% من غير العائلات. تألفت نسبة 33.6% من أصل جميع الأسر من عدة أفراد يعيشون في نفس المنزل ونسبة 12% كانت تتألف من شخص يعيش بمفرده يبلغ من العمر 65 عاماً أو أكثر. وبلغ متوسط حجم الأسرة المعيشية 2.22، أما متوسط حجم العائلات فبلغ 2.90.
بلغ العمر الوسطي للسكان 40.5 عاماً. وكانت نسبة 17.3% من القاطنين تحت سن الثامنة عشر، وكانت نسبة 9.3% بين الثامنة عشر والرابعة والعشرين عاماً، ونسبة 30.1% كانت واقعةً في الفئة العمرية ما بين الخامسة والعشرين والرابعة والأربعين عاماً، ونسبة 26.9% كانت ما بين الخامسة والأربعين والرابعة والستين، ونسبة 16.4% كانت ضمن فئة الخامسة والستين عاماً فما فوق. وتوزع التركيب الجنسي للسكان بنسبة 62.5% ذكور و37.5% إناث.

## المناخ
يظهر الجدول التالي التغييرات المناخية على مدار السنة لبيوش:
| البيانات المناخية لـبيوش                                   | البيانات المناخية لـبيوش | البيانات المناخية لـبيوش | البيانات المناخية لـبيوش | البيانات المناخية لـبيوش | البيانات المناخية لـبيوش | البيانات المناخية لـبيوش | البيانات المناخية لـبيوش | البيانات المناخية لـبيوش | البيانات المناخية لـبيوش | البيانات المناخية لـبيوش | البيانات المناخية لـبيوش | البيانات المناخية لـبيوش | البيانات المناخية لـبيوش |
| الشهر                                                      | يناير                    | فبراير                   | مارس                     | أبريل                    | مايو                     | يونيو                    | يوليو                    | أغسطس                    | سبتمبر                   | أكتوبر                   | نوفمبر                   | ديسمبر                   | المعدل السنوي            |
| ---------------------------------------------------------- | ------------------------ | ------------------------ | ------------------------ | ------------------------ | ------------------------ | ------------------------ | ------------------------ | ------------------------ | ------------------------ | ------------------------ | ------------------------ | ------------------------ | ------------------------ |
| الدرجة القصوى °ف (°م)                                      | 67 (19)                  | 72 (22)                  | 77 (25)                  | 82 (28)                  | 91 (33)                  | 102 (39)                 | 105 (41)                 | 99 (37)                  | 96 (36)                  | 86 (30)                  | 74 (23)                  | 68 (20)                  | 105 (41)                 |
| متوسط درجة الحرارة الكبرى °ف (°م)                          | 41.8 (5.4)               | 45.9 (7.7)               | 51.2 (10.7)              | 59.3 (15.2)              | 68.4 (20.2)              | 79.7 (26.5)              | 86.7 (30.4)              | 84.6 (29.2)              | 76.5 (24.7)              | 65.0 (18.3)              | 50.9 (10.5)              | 43.3 (6.3)               | 62.8 (17.1)              |
| متوسط درجة الحرارة الصغرى °ف (°م)                          | 20.9 (−6.2)              | 24.0 (−4.4)              | 28.3 (−2.1)              | 34.3 (1.3)               | 43.1 (6.2)               | 52.0 (11.1)              | 58.7 (14.8)              | 56.8 (13.8)              | 49.2 (9.6)               | 38.3 (3.5)               | 27.6 (−2.4)              | 21.0 (−6.1)              | 37.9 (3.3)               |
| أدنى درجة حرارة °ف (°م)                                    | −11 (−24)                | −8 (−22)                 | 4 (−16)                  | 12 (−11)                 | 21 (−6)                  | 30 (−1)                  | 43 (6)                   | 38 (3)                   | 25 (−4)                  | 4 (−16)                  | 2 (−17)                  | −8 (−22)                 | −11 (−24)                |
| الهطول إنش (مم)                                            | 1.50 (38)                | 1.59 (40)                | 1.83 (46)                | 0.95 (24)                | 1.17 (30)                | 0.52 (13)                | 0.92 (23)                | 1.27 (32)                | 0.96 (24)                | 1.14 (29)                | 0.94 (24)                | 0.97 (25)                | 13.76 (348)              |
| متوسط تساقط الثلوج إنش (سم)                                | 14.8 (38)                | 9.9 (25)                 | 1.9 (4.8)                | 1.8 (4.6)                | 0.0 (0.0)                | 0.2 (0.51)               | 0.0 (0.0)                | 0.0 (0.0)                | 0.0 (0.0)                | 1.0 (2.5)                | 0.6 (1.5)                | 1.9 (4.8)                | 32.1 (81.71)             |
| متوسط أيام هطول الأمطار (≥ 0.01 in)                        | 5.1                      | 5.3                      | 6.3                      | 3.9                      | 5.0                      | 3.0                      | 3.9                      | 5.2                      | 3.6                      | 4.0                      | 3.3                      | 3.9                      | 52.5                     |
| متوسط الأيام المثلجة (≥ 0.1 inch)                          | 2.6                      | 1.8                      | 0.7                      | 0.6                      | 0.1                      | 0.1                      | 0.0                      | 0.0                      | 0.0                      | 0.3                      | 0.5                      | 1.0                      | 7.7                      |
| المصدر #1: National Oceanic and Atmospheric Administration |                          |                          |                          |                          |                          |                          |                          |                          |                          |                          |                          |                          |                          |
| المصدر #2: National Weather Service, Las Vegas (records)   |                          |                          |                          |                          |                          |                          |                          |                          |                          |                          |                          |                          |                          |